# Ilygenes
Ilygenes é um gênero de mariposa pertencente à família Acrolophidae.